# 皿倉学説
『皿倉学説』（さらくらがくせつ）は、松本清張の短編小説。『別冊文藝春秋』1962年12月号に掲載され、1964年1月に短編集『相模国愛甲郡中津村』収録の1作として、文藝春秋新社より刊行された。

## あらすじ
官学を退職後、65歳の採銅健也は、弟子の長田盛治たちの世話でR医科大学に通っている。脳生理学の大家としてかつて一時期を風靡した採銅だったが、定年の二年前に愛人の河田喜美子との関係が発覚し騒動となり、妻の千代子が財産の多くを押えたため、新坂町の家を出て今は井之頭近くで喜美子と暮らしている。しかし喜美子が自分の眼を偸んで新愛人と通じ合っていることに採銅は気づいていた。
ある日採銅は、皿倉和己という四国の市立病院の医者が、音の信号を判断する場所を側頭葉と断定する、奇妙な論文が医学雑誌に掲載されている話を聞く。読んだところ、猿を50匹使って脳解剖したというが、実証がなく、空想に等しかった。しかし50匹の猿のせいか、妙にその文章が忘れがたかった採銅は、皿倉の周辺に探りを入れ始める。
皿倉説否定論者の長田との間に空疎を感じている中、皿倉説をめぐり、新聞記者の来訪を受けた採銅は、過去の学会での猿の目方に関する質問を思い出す。「先生、猿に六〇キロという大きなやつがいるでしょうか」「六〇キロの猿とは巧いことを云ったもんですね」。皿倉についての興信所からの調査報告が届き、皿倉には高山ちか子という看護婦の愛人がいるという内報に採銅は興味を抱く。高山ちか子のこれまでの経歴はよく分っていないが、東北生れなのに九州訛が残っている、あのときの生体実験と関係があるのではという空想に囚われる。もし皿倉の実験した猿が六〇キロの体重を持っていたら、そしてそれが複数であったら。…
金物屋の店先でノコギリを買った採銅は、喜美子の頭骨を開いて脳髄をむき出してみたら、さぞ気持がいいだろう、生体実験という不可能なことが可能になるし、貴重な発見も可能になるのだから、個人的な復讐のみならず、脳生理学の上にどれだけ貢献できる作業かしれない、彼はノコギリで女の頭骨を挽いている自分を空想していた。

## 作者によるコメント
本作について著者は1974年に「医学上の新理論に、その動物実験として猿が使われていることから考えた。『猿』から連想したのが、この小説を書く動機となった。わたしは『学者』を主人公にした小説をいくつか書いているが、科学者はこれだけである。なお、人名の皿倉というのは北九州八幡区にある皿倉山から、採銅は福岡県田川郡採銅所村から、それぞれ取った」と記している。

## 評価
『松本清張小説セレクション』の編集を務めた小説家の阿刀田高は、「奇っ怪な殺人事件が起きるといったたぐいのミステリーではなく、人間と、この世の隠れた、暗い部分をさぐる恐怖小説である。皿倉学説という、この作品のモデルとなった資料を松本清張が入手したことがベースとなっているが、本当のとっかかりは、生体実験についての松本清張の思案から始まったことだったろう」と述べている。